# Иоахим Флорский
Иоахим Фло́рский, также Иоахим Калабрийский, Джоаккино да Фьоре или Иоаким дель Фиоре (лат. Joachimus Florensis; итал. Gioacchino da Fiore; ок. 1132, Челико — 30 марта 1202, Пьетрафитта, Калабрия), — итальянский богослов, экзегет и мистик; аббат монашеского ордена цистерцианцев, прорицатель, основатель Флорского монастыря (1191) и нового монашеского ордена (флоренсы; 1196); вдохновитель религиозного движения иоахимитов; яркий мыслитель философско-мистического склада. Родоначальник средневекового хилиазма: свои пророчества, включая приход тысячелетнего царства Божия на земле, строил на основе толкования Библии. Блаженный Римско-католической церкви (Acta Sanctorum; день памяти — 30 марта).
Иоахим Флорский разделил всю историю человечества на три периода: 1) Отца, от Авраама до Иоанна Крестителя, 2) Сына, от воплощения Сына Божия до 1260 года, 3) Святого Духа — с 1260; вывод о 1260 годе основывался на словах Откровения Иоанна Богослова о «тысяча двухсот шестидесяти днях» (Отк. 11:3 и 12:6). У каждого периода свой Завет: Ветхий, Новый и Вечный. Наступление Третьего Завета связывалось Иоахимом с господством монашества.
По учению Иоахима, переход человечества к каждому периоду его истории связан с постепенным одухотворением его жизни в отношении к Богу. Существование Католической церкви Иоахим Флорский относил ко второму периоду, в третьем же будет обновлённая церковь без недостатков прежней и установится тысячелетнее царство Божье на земле. Учение Иоахима было осуждено католическими Соборами, но пользовалось популярностью среди францисканских спиритуалов, апостольских братьев и ряда других движений, объявленных ересями.
Упоминается Данте (на которого мог оказать существенное влияние) в «Божественной комедии» (1308—1321):
«… в двунадесятом
Огне сияет вещий Иоахим,
Который был в Калабрии аббатом.» (Рай. Песнь XII, строки 139—141).

## Биография
Родился в Калабрии (в то время входила в Королевство Сицилия), в местечке Челико возле Козенцы, в семье нотариуса по имени Мауро и его жены Джеммы. Отец служил у архиепископа Козенцы и принадлежал к благородному буржуазному роду нормандского королевства.
В 15 лет, получив образование в Козенце, был принят в королевскую Калабрийскую курию. Некоторое время провёл при дворе Рожера Сицилийского († 1154), но господствующее настроение времени побудило его отправиться в паломничество во Святую землю (1159). Отец отпустил его в паломничество как человека знатного: в окружении свиты друзей и слуг. В Константинополе он видел эпидемию чумы и человеческие бедствия, и пережил внутренний переворот, после чего отослал всех своих спутников, продолжив путь в Св. Землю в скромных одеждах и в компании лишь одного товарища. В пути он заболел и нашёл спасение у арабов. Достигнув Галилеи, провёл сорок дней в одной из Фаворских пещер.
В Сицилию он вернулся, потеряв интерес к мирской жизни. Он уединялся близ одной греческой киновии, затем переправился в Калабрию и скрывался в горах. Несколько лет прожил отшельником. Когда его товарища поймали за краденый виноград, Иоахим назвался, чтобы спасти друга. Его отец, долго считавший сына погибшим в Азии, разрешил ему вступить послушником в цистерцианское аббатство в Самбучине (Санта-Мария-делла-Самбучина) возле города Луцци в Калабрии. Там он пробыл год в должности привратника. Когда стал проповедовать мирянам вблизи города Ренде, был вынужден Церковью подстричься и вернуться к традиционной дисциплине (1168).

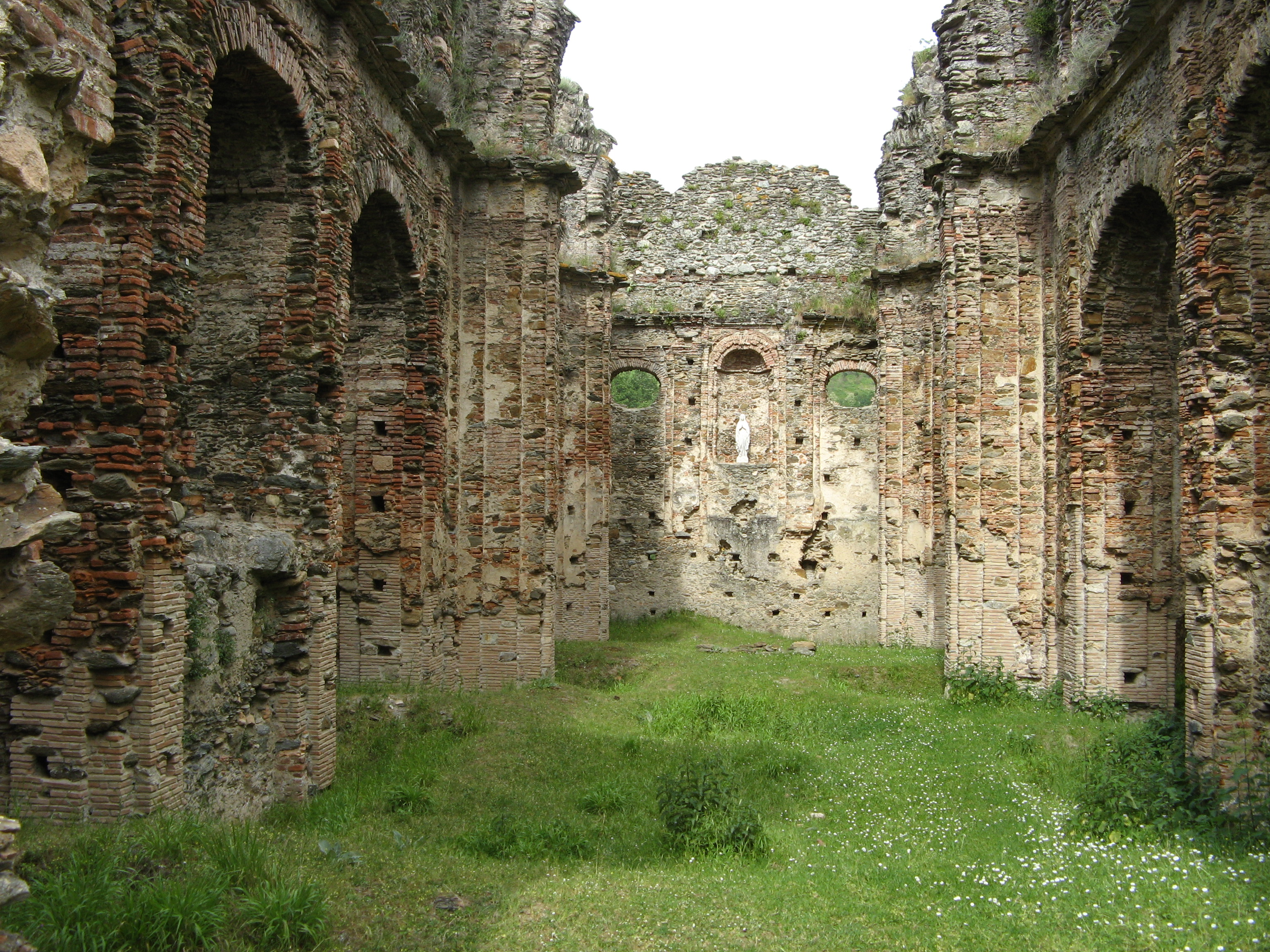
Руины монастыря в Кораццо близ г. Карлополи, Италия, где Иоахим был аббатом (настоятелем)

Готовясь к священничеству в аббатстве Кораццо (Санта-Мария-ди-Кораццо), вступил в цистерианский орден и целиком предался изучению Св. Писания.

### Аббат (1177)
В 1177 году Иоахим уже был аббатом цистерцианского монастыря Корраццо в Калабрии. Уже в это время он иногда удалялся в монастырь Казамари, желая уединиться для научных занятий, а после 1188 года отказался от управления монастырём и на долгое время поселился в одном пустынном месте близ Козенцы, за что генеральный капитул цистерцианцев прекратил с ним общение, как с беглецом (лат. fugitivus).

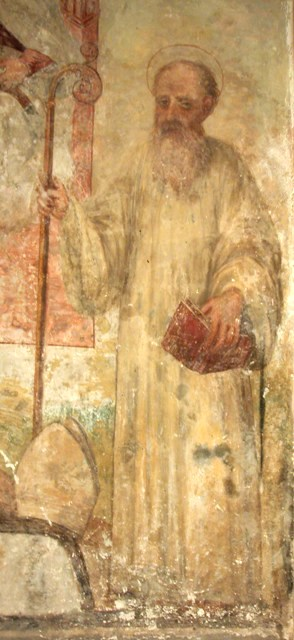
На фреске собора св. Анастасии в Санто-Северине, Калабрия (1573)

### Основатель нового монашеского ордена (1196)
Около 1191 года в Калабрийских горах, в пустынном месте близ Козенцы, Иоахим основал монастырь, назвав его Флорским (Сан-Джованни-ин-Фьоре), и ввёл строгий устав, утверждённый Целестином III 25 августа 1196. Монастырь стал началом особой конгрегации — флоренсов («Оrdo Florensis»), состоявшей более чем из 30-ти монастырей, — и только в 1505 году эта конгрегация воссоединилась с цистерцианским орденом.

### Влияние на общество
Как строгий аскет и известный богослов, Иоахим пользовался большим авторитетом у Генриха VI (ум. 1197) и Ричарда Львиное Сердце (ум. 1199). Папы Луций III (1181—1185), Урбан III (1185—1187) и Климент III (1187—1191) увещевали его не скрывать данных ему Богом откровений. В свою очередь Иоахим в 1200 году заповедовал членам своего ордена не выпускать в свет его сочинений без папской цензуры.
Иоахим умер 30 марта 1202 года.

## Труды

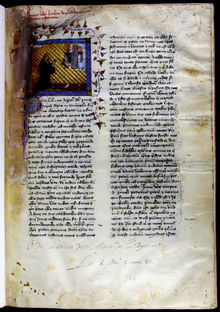
Копия XV века «Книги согласования Нового и Ветхого Заветов»

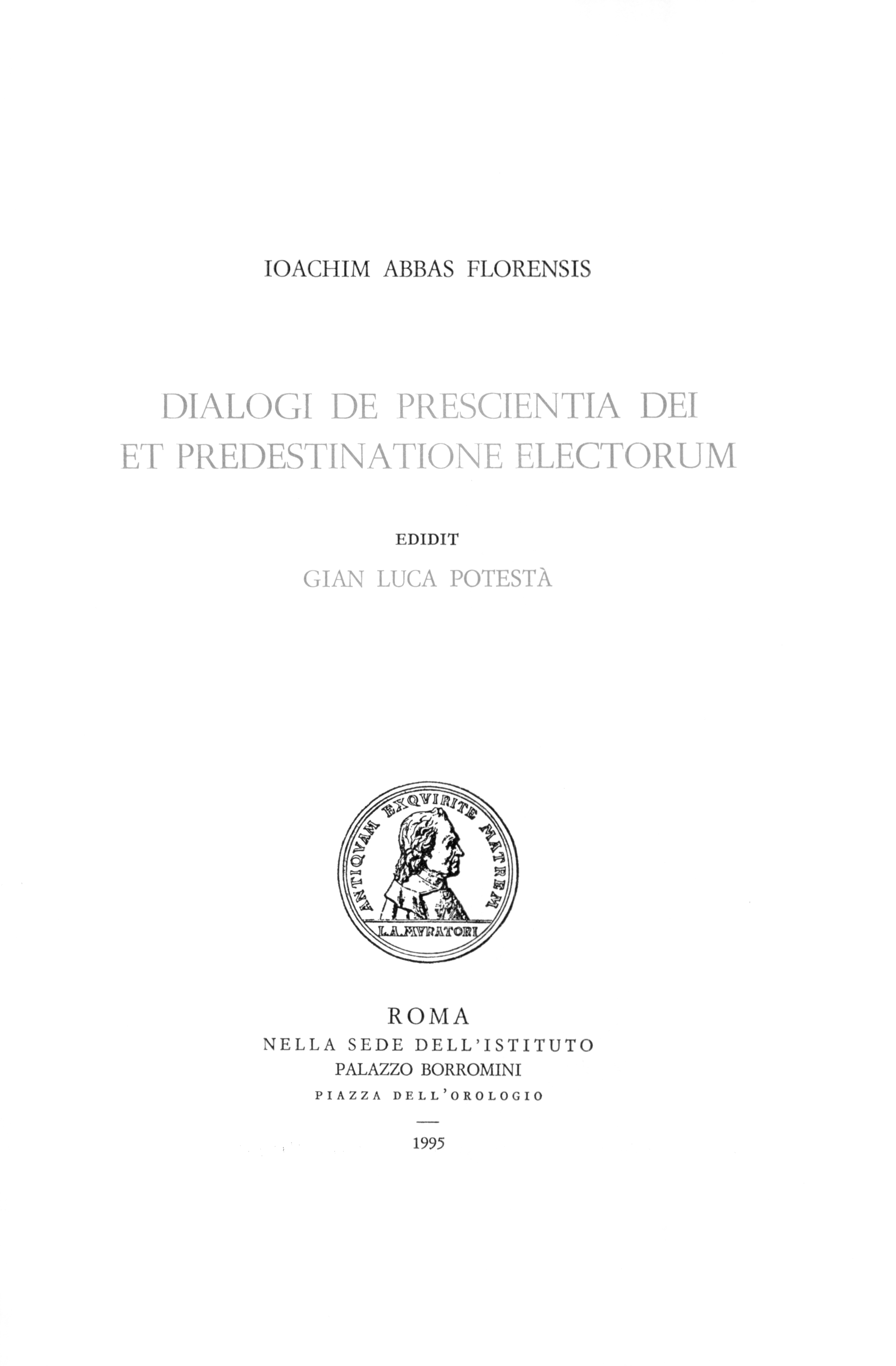
«Диалоги о предведении Божием и предопределении избранных» (Dialogi de prescientia Dei, 1190-е); Рим, 1995

Труды Иоахима Флорского выходят из печати с XVI века, критические издания появляются с начала XX века. Три книги под общим названием «Вечное Евангелие» вышли во французском переводе в Париже в 1928 году («L’Evangile Eternel», в 2-х томах). Однако «Толкование на Апокалипсис» (Expositio in Apocalypsim) и другие важные писания доступны лишь в рукописях и изданиях XVI века, поэтому их изучение затруднительно. Вопросу хронологии сочинений Иоахима Флорского посвящено исследование немецкого теолога К.-В. Зельге «L’origine delle opere di Gioacchino da Fiore» (1990).

### Подлинные тексты
Три главных сочинения (период создания с 1184 года и до конца жизни автора):
- «Книга согласования Нового и Ветхого Заветов» (лат. «Liber de concordia Novi ac Veteris Testamenti» или «Liber concordiae Novi ac Veteris Testamenti»):

книги I—IV изданы в XX веке: Liber de concordia Novi ac Veteris Testamenti (научное издание, 1983);
книга V в XVI веке: Liber concordiae Novi ac Veteris Testamenti (Венеция, 1519);
- «Толкование на Апокалипсис» (лат. Expositio in Apocalypsim — наиболее крупное по объему и сложное по содержанию сочинение:

издание XVI века (Венеция, 1527), репринт 1964 года;
критического издания нет;
- «Десятиструнная псалтирь» (лат. Psalterium decem cordarum):

критическое издание под ред. К.-В. Зельге (Ганновер, 2009).

#### Датированные
1. «О неизвестном пророчестве» (De prophetia ignota, 1184);
2. «О жизни святого Бенедикта и о служении Богу по его учению» (De vita sancti Benedicti et de officio divino secundum eius doctrinam, 1186—1187);
3. «Предисловие к Апокалипсису» (Praefatio super Apocalypsim, 1188—1192);
4. «Толкование [образа] чаш, к аббату Гафриду» (Intelligentia super calathis, ad abbatem Gafridum, 1190—1191);
5. «О догматах веры» (De articulis fidei, 1-я половина 1190-х);
6. «Диалоги о предведении Божием и предопределении избранных» (Dialogi de praescientia Dei et praedestinatione electorum, 1-я половина 1190-х);
7. «Энхиридион к Апокалипсису» (Enchiridion super Apocalypsim, 1194—1196) — небольшой справочник;
8. «О последних бедствиях» (De ultimis tribulationibus, 1196);
9. «Против иудеев» («Adversus Judaeos» или «Contra Judaeos»; 1196—1197);
10. «Трактат о четырёх Евангелиях» (Tractatus super quattor Evangelia, 1200—1202).

#### Недатированные
1. «Генеалогия» (Genealogia) — предположительно, самый ранний трактат из всех;
2. «Новый Апокалипсис» (Apocalypsis nova) — краткое толкование Апокалипсиса, возможно в последние годы жизни автора;
3. «О семи печатях» (De septem sigillis);
4. «Исповедание веры» (Professio fidei);
5. «О единстве или сущности Троицы» (De unitate seu essentia Trinitatis) — утрачен.

### Другие произведения
- «Книга фигур[итал.]» (лат. Liber Figurarum) — сборник «картин» или «фигур» размером в страницу или разворот, художественно выражающих основные идеи учения Иоахима в текстовых сочинениях.

Публикации: «Il Libro delle Figure dell’Abate Gioachino da Fiore» (Турин, изд-во L. Tondelli; 1940; 1-й том — исследование Л. Тонделли; 2-й том — изображения фигур и комментарии к ним); 2-е исправленное издание (1953); 3-е издание с предисловием Р. Рускони (1990).

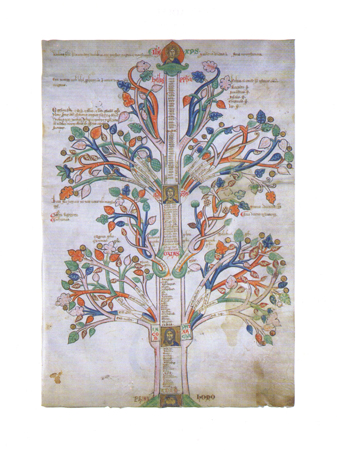
Древо двух пришествий
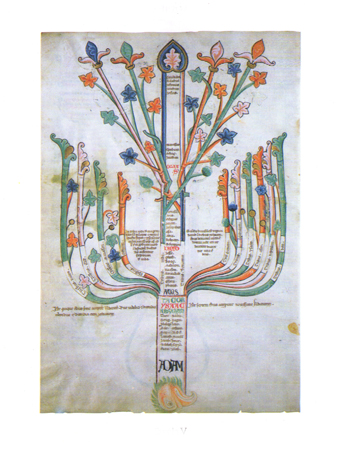
Орел (а)
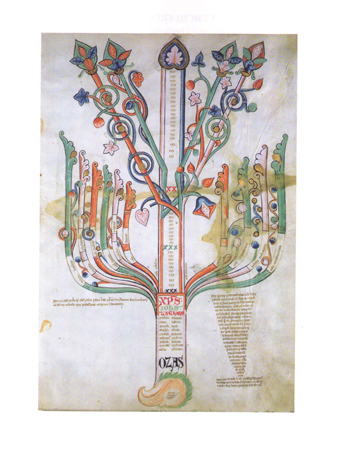
Орел (б)
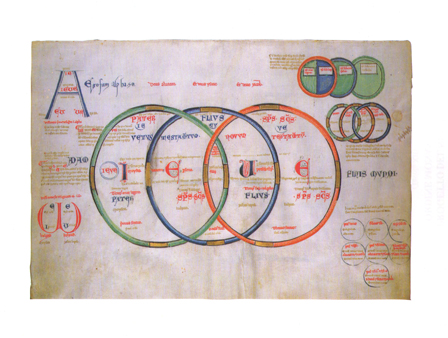
Тринитарные круги
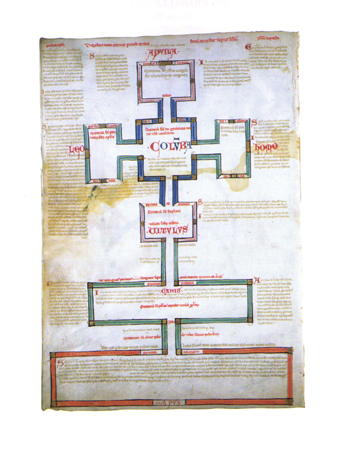
Проект нового монашеского ордена
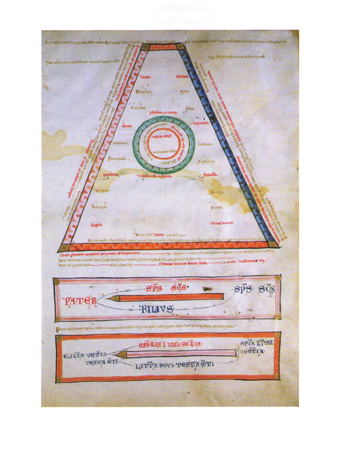
Десятиструнная псалтирь
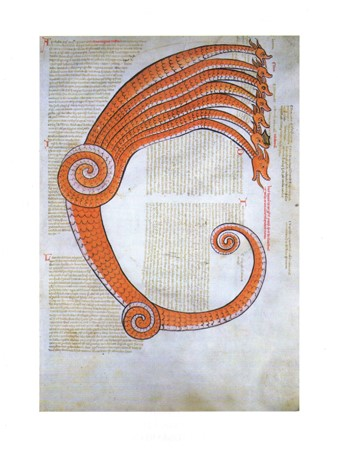
Семиглавый дракон Апокалипсиса
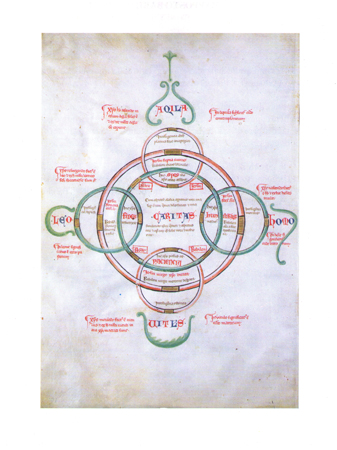
Вращающиеся круги Иезекииля
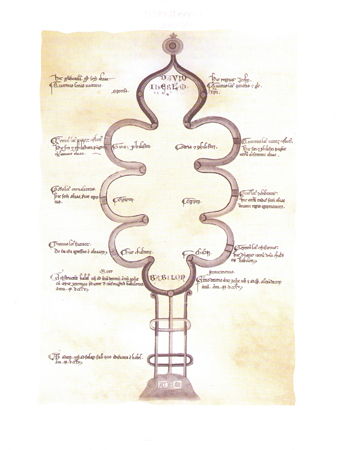
Поиск соответствий: Вавилон — Рим
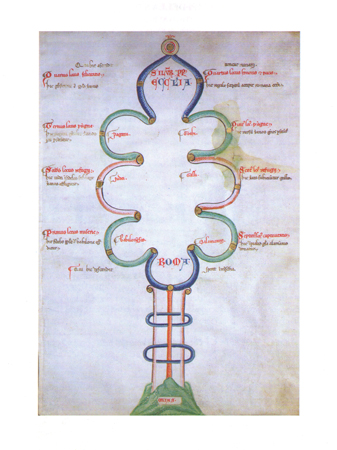
Поиск соответствий: Римская церковь — Вавилон
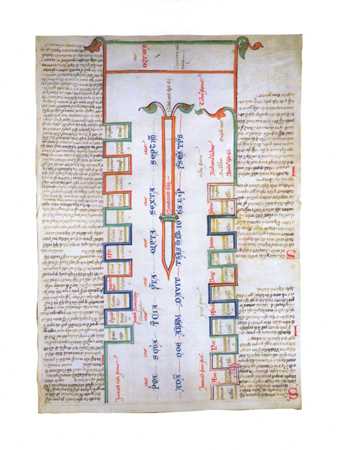
Периоды истории
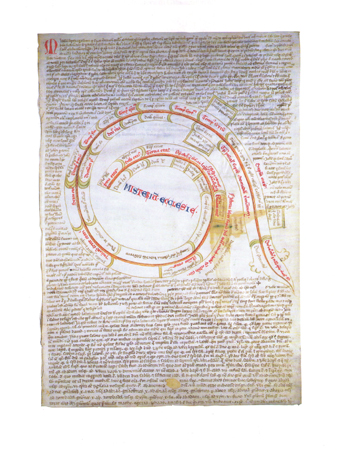
Тайна церкви

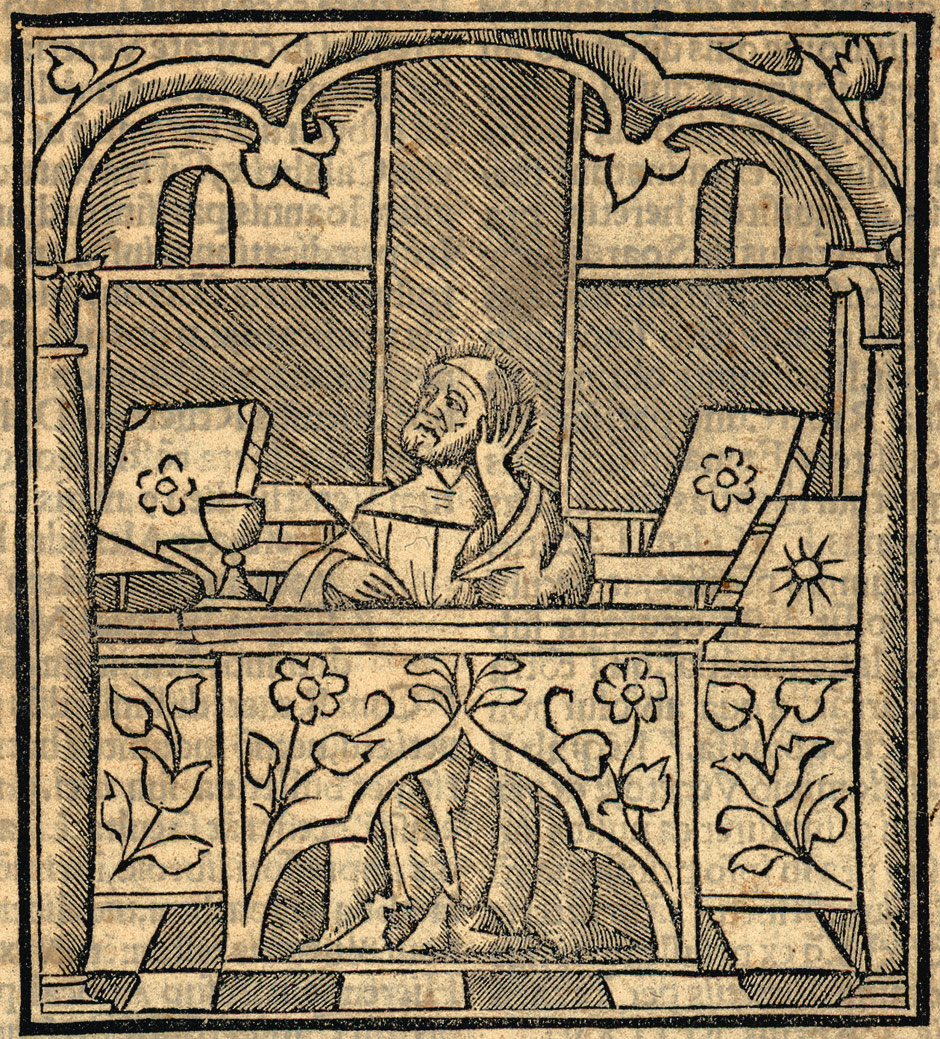
Иоахим Флорский за писанием (изд. 1516)

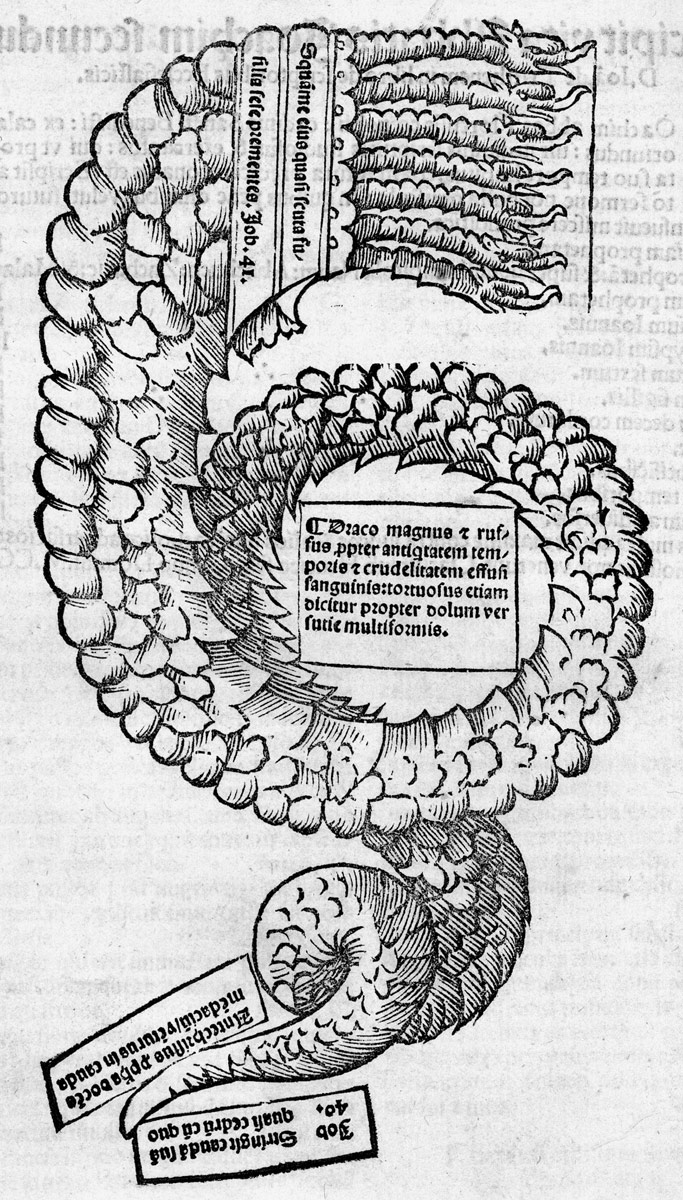
Семиглавая бестия из «Толкования книги Кирилла» (изд. 1516)

- «Монолог» (Soliloquium) — этот трактат не издавался;
- «Вопрос о Марии Магдалине» (Quaestio de Maria Magdalena);
- два стихотворения;
- сохранившиеся письма[3]:

 — аббату Вальдоненского монастыря (Domino Valdonensis Dei gratia monasterii abbati);
 — другу в город Мессина (Ad amicum in civitate Messina);
 — королю Сицилии Танкреду (Ad regem siciliae Tancredum).
- Шесть проповедей:

1. «Проповедь в семидесятницу: [На псалом] „На реках Вавилонских“» (Sermo in septuagesima: Super flumina Bapilonis);
2. «Слово на Рождество Христово» (Sermo in Natali Domini);
3. «Проповедь в Пепельный день» (Sermo in die cinerum);
4. «Проповедь в Вербное воскресенье» (Sermo in dominica Palmarum);
5. «Проповедь в день Пасхи» (Sermo in die Paschali);
6. «Проповедь [на слова]: Не бойся Захария» (Лк. 1:13; Sermo: Ne timeas Zacharias).

Последнее критическое издание всех проповедей издано в 2004 году.

### Приписываемые трактаты
Сочинения с пророчествами или их толкованиями, вплоть до еретических идей:
1. «Толкование на пророка Иеремию» (Super Hieremiam prophetam);
2. «Толкование на пророка Исаию» (Super Esaiam prophetam);
3. «Прорицания о понтификах» (Vaticinia de summis pontificibus);
4. «Толкование пророчеств Сивилл и Мерлина» (Expositio super Sibyllis et Merlino);
5. «Оракул Кирилла[нем.] с толкованием аббата Иоахима» (Oraculum Cyrilli cum expositione abbatis Joachim);
6. «Книга против Петра Ломбардского» (Liber contra Lombardum);
7. «Книга об истинной философии» (Liber de vera philosophia).

### Издания на русском языке
До сих пор нет полного перевода на русский язык ни одного из сочинений Иоахима Флорского, лишь фрагментарные из 2-й и 4-й книг «Книги согласования Ветхого и Нового Заветов» в издании 2001 года:
- Иоахим Флорский. Согласование Ветхого и Нового Заветов / Пер.: М. Я. Якушина; ред.: С. С. Неретина // Антология средневековой мысли. СПб., 2001. Т. 1. С. 509—537.

## Учение
Иоахим был из ряда тех деятелей XII века, которые, подобно Бернарду Клервоскому, соединяли со строго церковным направлением ясное понимание тёмных сторон церковной жизни. Но вместе с тем, подобно Хильдегарде и Елизавете Шено, — он надеялся на скорое коренное изменение всех отношений, на господство (конечно, после ужасной борьбы), царства Божия на земле. Эта надежда Иоахима основывалась не на каких-либо новых откровениях, а лишь на новом и более глубоком, как ему казалось, понимании Священного Писания.
Он считал, что и библейская и церковная история, — даже в мелких частностях, — идёт по строгой схеме, изложенной в Священном Писании. Здесь мы встречаемся с новым явлением в истории библейского богословия.
Если и прежде история иногда рассматривалась с точки зрения четырёх мировых монархий или семи возрастов мира, то применение известных пророческих или апокалипсических мест к тем или другим периодам времени делалось без твёрдой внутренней связи и без надлежащего экзегетического обоснования. Иоахим же, наоборот, выражает свой взгляд вполне систематически, в духе историцизма, и его работа сравнима лишь с позднейшими трудами Кокцеюса и Бенгеля.

### Двенадцать смыслов Священного Писания
Учение о «двенадцати пониманиях» (лат. intelligentiae), то есть 12 способах толкования текста Священного Писания Иоахим разрабатывал в ряде сочинений. Он различал в библейских текстах пять смыслов, подразделяя последний на семь видов, итого двенадцать:
- 1) буквальный или исторический (лат. historicum);
- 2) нравственный (лат. moralis);
- 3) тропологический (то есть, по мысли Иоахима, относящийся к вероучению);
- 4) созерцательный (духовный смысл);
- 5) аналогический (возводящий человека к вершине созерцания);

пример аналогии с учением о Св. Троице: «С аналогической точки зрения Авраам обозначает Бога Отца, Исаак — Сына, Иаков — Духа Святого; Захария означает Отца, Иоанн — Сына, человек Иисус Христос — Святого Духа» (Ioachim Florensis. Concord. II 3);
- 6—12) типический смысл (лат. typice) или поиск соответствий (сопоставляются различные исторические события по их соответствию друг другу), который Иоахим называл «согласованием» (лат. concordia). Подразделяется на семь видов. Этот смысл использован Иоахимом для разработки концепции мировой истории: он наложил друг на друга события Ветхого и Нового Заветов и стал предсказывать события будущего. Этот смысл объяснял Семь дней творения применительно к каждой из трёх эпох мировой истории и позволял толковать Откровение Иоанна Богослова (Апока́липсис).

Согласно Иоахиму, «теология истории» подразумевала два измерения:
- аналогия (аналогический смысл) показывала вертикальную связь между событиями этого мира и вечной Божественной жизнью,
- соответствия (типический смысл) устанавливала горизонтальные связи внутри исторического процесса.

##### Пример смыслового анализа
Демонстрация всех 12 способов понимания проводилась на образах Авраама, Сарры и Агари из Ветхого Завета (Быт. 21:1—21).
- В историческом смысле — Агарь обозначает «некую замужнюю женщину», а Сарра — «некую богобоязненную женщину, освобожденную от супружества, которая служит Богу в своем сердце».
- В нравственном смысле — «в служанке показана забота о плотских вещах, а в свободной — благочестивая жизнь и добрая воля» (Ioachim Florensis. Psalt. S. 237).
- В тропологическом смысле — «Авраам обозначает учителя Церкви, законной женой которого является духовное понимание, а наложницей — буква [Писания]» (там же).
- В созерцательном смысле — «Авраам обозначает духовного мужа, то есть совершенного монаха или отшельника, служанка — деятельную жизнь, Сарра — созерцательную жизнь» (Id. S. 238).
- В аналогическом смысле — «Авраам обозначает Бога Отца, служанка — земной Иерусалим… свободная — горний Иерусалим» (Id. S. 239).
- Семь типических толкований:

1) Авраам — иудейские первосвященники, Агарь — израильский народ, Сарра — левиты;
2) Авраам — епископы, Агарь — миряне, Сарра — клирики;
3) Авраам — начальники пустынножительства, Агарь — церковный народ, Сарра — монахи;
4) Авраам — иудейские первосвященники и греческие епископы, Агарь — иудейская синагога, Сарра — греческая Церковь;
5) Авраам — иудейские первосвященники и греческие епископы, Агарь — иудейская синагога, Сарра — латинская Церковь;
6) Авраам — епископы, Агарь — существующая труждающаяся Церковь, Сарра — будущая покоящаяся Церковь (Id. S. 243—244);
7) «Авраам обозначает Бога Отца со всеми епископами, которые были от начала мира до конца… служанка — всю Церковь избранных от начала и до конца… свободная — вышний Иерусалим, который есть мать всем нам» (Id. S. 248—249; Гал. 4:26).

### Три периода истории человечества
Кроме того, он ставит в основу своего толкования ещё два положения — это учение о трёх состояниях (лат. Status), на которые распадается всемирная история, и о конкорданции, то есть полном соответствии Ветхого завета Новому. Первое состояние было временем Бога Отца, который есть страх, а потому это было время закона (с Адама); второе есть время Христа — премудрости и потому время воспитания (disiplina), ныне близящееся к концу; третье время (подготовляемое со св. Бенедикта) есть время Св. Духа — любви и, следовательно, свободы.
Далее идет более детальное подразделение истории по семи апокалипсическим печатям, из которых каждая имеет двоякое значение, одно для Ветхого завета, другое для Нового, а наконец ещё по поколениям. При шестой печати, за которой скоро последует седьмая, — впавшая в грехи церковь будет подвергнута строгому суду через сарацинов, еретиков (патаренов, как их часто называет Иоахим) и мнимых христиан. Тогда в римской церкви возникнет спасительная сила в лице раrvuli de ecclesia latina. Раrvuli — это с давних времён излюбленное название монахов.
В «Конкордии» Иоахим говорит об одном монашеском ордене оrdo justorum, но в другом месте (Соnс. II, 2, 28) упоминает о двух пророках и двух орденах, одном из монахов, другом из клириков, в чем можно видеть указание на цистерцианцев и премонстрантов. Тогда избранные из греческой церкви воссоединятся с римской церковью, и обратятся иудеи и язычники. Это будет время господства духовного понимания (Spiritualis intellectus), когда всё написанное в Священном Писании будет осуществлено церковью, или, что то же, время вечного Евангелия. Но ещё до конца мира должна произойти окончательная борьба с силами зла, которые воплотятся в лице последнего и самого сильного антихриста — Гога (под антихристом Иоахим разумеет частью противное христианству течение, проходящее чрез всю историю, частью особенно выдающиеся его проявления). Только тогда произойдет последний суд, после чего наступит великая суббота.

### Учение о Св. Троице
Среди этических и догматических рассуждений, часто встречающихся в историко-пророческих построениях Иоахима, особенно заслуживает внимания его учение о Святой Троице.
Пётр Ломбардский учил, что сущность божества ни рождается, ни рождает и вообще стоит совершенно вне отношений лиц божества. Иоахим находил, что этим вводится четверичность, поскольку Summa res, не рождающая и не рождаемая, является чем-то четвёртым помимо трёх лиц. Поэтому Иоахим опровергал Ломбарда не только в первой книге своей Псалтыри, но и в особом сочинении (De unitate trinitatis). В свою очередь защитники Ломбарда обвиняли Иоахима в тритеизме, так как он признавал лишь идеальное или родовое единство лиц.
Латеранский собор 1215 года встал на сторону последователей Ломбарда и осудил учение Иоахима, не касаясь его личности.

## Последователи

### До 1260 года (причисление к «блаженным»)
Среди ревностных францисканцев, мечтавших о скором наступлении царства Божия на земле, сочинения Иоахима нашли не только весьма благосклонный прием, но и толкования и дополнения, которые иногда противоречили мыслям самого автора. Дальше пошёл минерит Гергард Боргосский с своим «вечным Евангелием», усматривая в сочинениях Иоахима последнюю и важнейшую часть канона священных книг, которая, как «вечное Евангелие», стояла гораздо выше Ветхого и Нового Заветов, между тем Иоахим под «вечным Евангелием» вовсе не разумел какое-либо сочинение.
Гергард соединил три сочинения Иоахима в одно под заглавием «вечное Евангелие» и снабдил их главами и «введением в вечное Евангелие», которое он, однако, не считал принадлежащим к его составу. Когда это произведение появилось в 1254 году в Париже, богословы Парижского университета, враждовавшие с францисканцами, воспользовались удобным случаем и отправили жалобу в Рим, подкреплённую 31 выдержкой из «введения» и «конкорданции». Среди этих извлечений не редки и тенденциозные передержки.
Папа Александр IV учредил в 1255 году комиссию из трёх кардиналов для расследования дела, протокол заседаний которой был издан впервые церковным историком Денифле. Комиссия пользовалась не парижскими выдержками, а выдержками, сделанными Фомой Аквинским, тщательно сличёнными с оригиналом. 4 ноября 1255 года Александр IV издал буллу, в которой «введение» осуждалось, но сочинения Иоахима не подвергались никакому порицацию. Был осужден и сам Гергард. На провинциальном арльском соборе (1260 или 1263 г.) сочинения Иоахима были осуждены, но это осуждение не имело общецерковного значения, и Иоахим, как «блаженный», внесён в «Acta sanctorum».

### После 1260 года
Хотя предсказания Иоахима о радикальных церковных переменах в 1260 году и не исполнились, однако его сочинения и в последующее время находили себе очень много читателей и почитателей. У францисканцев-спиритуалов образовалась целая школа иоахимитов, которые подобно Гергарду шли гораздо дальше Иоахима. Они видели в папстве апокалипсическую блудницу; на императорскую власть смотрели, как на опору церкви, вследствие чего многие из них были приверженцами Гогенштауфенов в их борьбе с папами. Другие дошли до того, что стали отвергать таинства, как относящиеся к низшей ступени религиозной жизни. Вообще же следы иоахимизма встречаются на всём протяжении Средних веков.

## Упоминания в популярной культуре
- Джоаккино да Фьоре упоминается в фильме Иоаким и Апокалипсис.